# آنیا چالوترا
آنیا چالوترا (انگلیسی: Anya Chalotra؛ زادهٔ ۲۱ ژوئیهٔ ۱۹۹۶) بازیگر بریتانیایی است. او عمدتاً برای ایفای نقش شخصیت یِنیفر از ونگربرگ در مجموعهٔ تلویزیونی ویچر (۲۰۱۹–اکنون) از شبکهٔ نتفلیکس شناخته شده‌است.
چالوترا از پدری هندی و مادری انگلستانی به دنیا آمده‌است.

## فیلم‌شناسی

### تلویزیون
| سال         | عنوان            | نقش              | یادداشت  |
| ----------- | ---------------- | ---------------- | -------- |
| ۲۰۱۸        | قتل‌های ای.بی.سی. | Lily Marbury     | ۳ قسمت   |
| ۲۰۱۹–تاکنون | ویچر             | یِنیفر از ونگربرگ | نقش اصلی |